# Daydream Believer
«Daydream Believer» — песня, написанная Джоном Стюартом незадолго до того, как тот покинул The Kingston Trio. Песню впервые записала группа The Monkees с вокалом Дэви Джонса. Группа выпустила песню как сингл в октябре 1967 года. Он стал последним синглом группы, занявшим высшую строчку Billboard Hot 100. Также песня была перезаписана в 1979 году канадской певицей Энн Мюррей.

## Версия The Monkees
Песня была записана в 1967 во время сессий к альбому Pisces, Aquarius, Capricorn & Jones Ltd., но вошла в следующий альбом The Birds, The Bees & the Monkees.
Продюсером сингла стал Чип Дуглас.
В 2009 году отрывок из песни был использован в титрах к 111-му эпизоду мультсериала «Губка Боб Квадратные Штаны» под названием «Губка Боб Квадратные Штаны и Большая Волна».

### Участники записи
- Дэви Джонс — вокал
- Майкл Несмит — гитара
- Микки Доленз — ударные, бэк-вокал
- Питер Торк — бас-гитара, пианино

### Чарты
| Год  | Страна     | Позиция |
| ---- | ---------- | ------- |
| 1967 | США        | 1       |
| 1967 | Швейцария  | 10      |
| 1967 | Германия   | 4       |
| 1967 | Австрия    | 7       |
| 1967 | Нидерланды | 3       |
| 1967 | Бельгия    | 8       |
| 1967 | Норвегия   | 2       |
| 1967 | Ирландия   | 1       |

## Версия Энн Мюррей
Энн Мюррей включила песню в свой альбом  I'll Always Love You, вышедший в 1979 году. Песня вышла на сингле, который попал в несколько американских и канадских чартов.

### Позиции в хит-парадах
Еженедельные чарты:
| Год  | Хит-парад                    | Позиция |
| ---- | ---------------------------- | ------- |
| 1980 | RPM Country Tracks           | 1       |
| 1980 | Billboard Hot 100            | 12      |
| 1980 | Billboard Adult Contemporary | 1       |

Годовые итоговые чарты:
| Хит-парад (1980)                    | Позиция |
| ----------------------------------- | ------- |
| США (Billboard Top Popular Singles) | 61      |

## Комментарии
1. ↑  Сингл занял восьмую позицию в чарте Фландрии[9].